# 주예빈
주예빈(조지영, 1993년 ~)은 대한민국의 배우다. 2015년 영화 《내 친구의 아내》로 데뷔했다.

## 영화
- 내 친구의 아내 (2015)
- 동거의 목적 (2016) - 윤혜 역
- 여직원들 : 직장연애사 (2016) - 희수 역
- 아수라 (2016) - 여고생 역
- 젊은 형부 (2016) - 시연 역
- 내 친구의 엄마 (2016)
- 새엄마 (2016)
- 스와핑 하던 날 (2017)

## 공연
- 변신 (2019) - 그레타 역

## 수상
- 연극배우협회 신인상 (2020)